# 도네츠크 공화국 (정당)
도네츠크 공화국(러시아어: Донецкая Республика)은 우크라이나 도네츠크주를 중심으로 활동하는 친러시아 분리주의 정당이며, 2014년 이후 도네츠크 인민공화국의 여당이다. 이 단체의 목표는 동부와 남부 우크라이나 7개 주가 모인 "주권 도네츠크 연방"을 만드는 것이다.

## 역사
이 조직은 2005년 12월 6일 안드레이 푸르긴, 올렉산드르 투르칸, 올레 프로로프가 모여 창립한 도시 조직으로 시작했으며, 2005년 12월 9일 헨나디 프리코프의 지원으로 지역기구로 발전했다. 이 조직의 주요 목표는 우크라이나 동부 지역에게 특별한 지위를 부여받는 것이었다.
2006년 11월 17일부터 22일까지 이들 조직은 도네츠크에서 시위를 전개하고 도네츠크 공화국 설립을 위해 모여들었다. 이들의 활동은 빅토르 야누코비치같은 친러시아 정치인들에게 지원받지 못했다.
2007년 초에는 조직의 대표가 분리주의 및 우크라이나의 연방제 도입을 동부 우크라이나에 전파하면서 여러 도시에서 참여자의 수를 늘렸다.
이들 조직은 2007년 11월 분리주의 운동을 근거로 도네츠크 지방 재판소에서 활동 금지를 판결받았다. 이 조직의 대표인 안드레이 푸르긴은 2014년 우크라이나 친러시아 시위 기간 도중 우크라이나 보안군에게 체포당했다.

## 선거 결과

### 2014년 도네츠크 선거
도네츠크 인민 공화국 성립 후인 2014년 11월 2일, 돈바스 지역에서 자체 선거가 있었다. 이튿날 발표된 선거 결과에서, 《도네츠크 공화국》 후보 알렉산드르 자카르셴코가 765,340표(78.93%)의 지지를 얻어 공화국 수장이 되었고, 의회 선거에서는 662,752표(68.35%)의 지지로 100석 중 68석을 얻었다.

## 같이 보기
- 도네츠크 인민 공화국